# Bahnhof Hungen

Der Bahnhof Hungen ist der Bahnhof der mittelhessischen Stadt Hungen im Landkreis Gießen. Er liegt an der Bahnstrecke Gießen–Gelnhausen (Lahn-Kinzig-Bahn). Vom 1. Juni 1890 bis zum 4. April 2003 zweigte die Bahnstrecke Friedberg–Mücke (Horlofftalbahn) nach Mücke über Laubach bzw. nach Friedberg über Wölfersheim und Beienheim ab.

## Geschichte
Als am 29. Dezember 1869 der erste Streckenabschnitt Gießen–Hungen eröffnet wurde, ging auch der Hungener Bahnhof in Betrieb. Als am 29. Juni 1870 die Lahn-Kinzig-Bahn bis zum Bahnhof Nidda verlängert wurde, wurde Hungen Durchgangsbahnhof.
Am 1. Juni 1890 wurde der Abschnitt Hungen–Laubach der Horlofftalbahn eröffnet, am 1. Oktober 1897 der Abschnitt Friedberg–Hungen. Ab dem 1. November 1903 konnte die komplette Strecke von Friedberg nach Mücke durchgehend befahren werden, so dass der Bahnhof Knotenpunkt der Lahn-Kinzig-Bahn und der Horlofftalbahn wurde.
Am 31. Mai 1959 wurde auf dem Streckenabschnitt Hungen–Laubach der Personenverkehr eingestellt, am 31. Dezember 1997 schließlich auch der Güterverkehr. 1999 wurde der Abschnitt stillgelegt. Um das Jahr 2007 herum wurden die Gleise abgerissen. Im Frühjahr 2010 entstand auf Hungener Gemarkung ein Radweg auf der ehemaligen Bahntrasse.
Der Personenverkehr auf dem Abschnitt Wölfersheim-Södel–Hungen wurde am 4. April 2003 eingestellt. Der Güterverkehr wurde bereits am 31. Dezember 1997 eingestellt.

## Bahnanlagen

### Empfangsgebäude
Das Empfangsgebäude wurde 1869 mit der Eröffnung der Strecke bis Hungen errichtet, eine erste Erweiterung in Richtung Westen fand offensichtlich bereits 1870 statt, die in Richtung Osten vorhandenen Nebengebäude und Schuppen wurden ebenfalls 1870 bzw. 1897 errichtet. Das denkmalgeschützte Empfangsgebäude befindet sich im Besitz der Stadt Hungen und sollte 2012 komplett saniert werden. Diese Sanierung des Empfangsgebäudes wurde im Jahr 2014 abgeschlossen.

### Gleise und Bahnsteige
In seiner größten Ausbauphase verfügte der Bahnhof Hungen über elf parallel nebeneinander liegende Gleise zwischen dem Empfangsgebäude und der nördlichen Bahnhofsgrenze. Der 124 Meter lange Hausbahnsteig an Gleis 1 – das nur von Zügen aus und in Richtung Friedberg befahren werden konnte – war durch eine Unterführung mit den beiden Mittelbahnsteigen 2 (226 Meter lang für die Gleise 2 und 4) und 3 (150 Meter lang für die Gleise 14 und 15) verbunden. Letzterer war den Zügen der sogenannten Seentalbahn in Richtung Laubach und Mücke vorbehalten. Mit der Einstellung des Personenverkehrs auf diesem Streckenabschnitt im Jahr 1959 wurde dieser Bahnsteig überflüssig, die Unterführung dorthin wurde zu unbekannter Zeit verfüllt. Mit Gleis 5 gab es noch ein bahnsteigloses Gleis für Güterzüge, das sowohl von Zügen der Strecke Gießen–Gelnhausen als auch der Strecke Friedberg–Mücke in beiden Fahrtrichtungen genutzt werden konnte.
Heute wird nur noch der Mittelbahnsteig 2 mit den Bahnsteiggleisen 2 und 4 für den Zugverkehr auf der Lahn-Kinzig-Bahn benötigt. Mit der geplanten Reaktivierung des Personenverkehrs auf der Horlofftalbahn wird auch der Hausbahnsteig mit Gleis 1 wieder benötigt werden, um den Betrieb sinnvoll durchführen zu können.
Die Modernisierung von Haus- und Mittelbahnsteig für 4,7 Millionen Euro wurde im Oktober 2017 abgeschlossen. Die Verkehrsstation ist seitdem mit Aufzügen barrierefrei erreichbar. Ursprünglich waren Kosten von 3,3 Millionen Euro veranschlagt. Die Stadt Hungen trägt einen Anteil von rund 441.000 Euro. Die Bahnsteige 1–3 erhielten eine Höhe von 55 Zentimetern und eine Länge von 90 Metern. Da die ehemaligen Nebengleise entbehrlich waren, konnte die Unterführung in nordöstlicher Richtung zur Straße Am Bahndamm verlängert werden, was vor allem für Schüler eine Verkürzung der Wege bedeutet.

### Güterverkehrs- und Lokbehandlungsanlage
An der südlichen Bahnhofsseite lag östlich des Empfangsgebäudes eine 220 Meter lange Ladestraße mit Seitenrampe an Gleis 22, westlich des Empfangsgebäudes befand sich eine 100 Meter lange Kopf- und Seitenrampe an Gleis 19.
In der Gabelung der Strecken nach Gießen und Laubach befanden sich die Lokbehandlungsanlagen: ein zweiständiger Lokschuppen mit angebautem Kesselhaus und Wasserturm an den Gleisen 12 und 13 (=Verlängerungen der Gleise 6 und 7), neben Gleis 13 ein Kohlebansen. Der Lageplan mit Stand Oktober 1959 zeigt in Gleis 24 (=westliche Verlängerung des Gleises 4) ein Symbol einer Drehscheibe, deren Durchmesser allerdings nicht verzeichnet ist. In einem entsprechenden Plan mit dem Stand August 1966 ist dieses Gleis nicht mehr eingezeichnet.
Nach Einstellungen des Personen- und Güterverkehrs auf den verschiedenen Abschnitten der den Bahnhof Hungen berührenden Bahnstrecken wurden all diese Anlagen entbehrlich und nahezu sämtliche Gleise für den Güterverkehr und die Lokbehandlung abgehängt oder zurückgebaut. Die Güterhalle wurde 2015 abgerissen.

### Stellwerke
Der Bahnhof Hungen verfügt über zwei Stellwerke: Das Stellwerk Ho (Hungen Ost) steht in km 21,93 der Bahnstrecke Gießen–Gelnhausen auf der nördlichen Seite der Gleisanlagen und wurde am 1. September 1907 in Betrieb genommen. Das Stellwerk Hf (Hungen Fahrdienstleiter) steht in km 21,6 der genannten Bahnstrecke am westlichen Ende des Bahnsteigs 2, die Inbetriebnahme fand im Jahr 1906 statt. Beide Stellwerke sind mechanisch und in der Bauart Willmann.

## Betrieb
Der Hungener Bahnhof liegt im Tarifgebiet des Rhein-Main-Verkehrsverbundes (RMV).

### Bahn
Hungen ist seit der Einstellung des Personenverkehrs auf der Bahnstrecke Friedberg–Mücke kein Eisenbahnknotenpunkt mehr. Zurzeit verkehren stündlich (zur Hauptverkehrszeit zusätzliche Verstärkerzüge zwischen Gießen und Nidda) Personenzüge (GTW 2/6) der HLB Hessenbahn GmbH, einem Unternehmen der Hessischen Landesbahn, im Auftrag des RMV.
| Linie | Verlauf | Takt   |
| ----- | --- | ------ |
| RB 46 | Lahn-Kinzig-Bahn: Gießen – Gießen Erdkauter Weg – Watzenborn-Steinberg – Garbenteich – Lich (Oberhess) – Langsdorf (Oberhess) – Hungen – Trais-Horloff – Ober Widdersheim – Borsdorf (Hess) – Nidda – Ranstadt – Effolderbach – Glauburg-Stockheim – Bleichenbach – Büches-Düdelsheim – Büdingen (Oberhess) – Mittel Gründau – Lieblos – Gelnhausen Stand: Fahrplanwechsel Dezember 2021 | 60 min |

### Bus
Am Bahnhof gibt es mehrere Bushaltestellen. Von hier aus fahren die Busse in die umliegenden Städte, Gemeinden und Dörfer entlang der stillgelegten Bahnstrecke Friedberg–Mücke (Hauptbuslinie 363). U. a. gibt es auch eine Direktverbindung nach Gießen über die Stadt Lich und die Gemeinde Pohlheim mit der Buslinie 375.

## Zukunft
Es gibt konkrete Planungen, den stillgelegten Abschnitt Wölfersheim-Södel–Hungen zu reaktivieren. Im Juli 2010 liefen Verhandlungen zwischen den Anliegergemeinden und der Deutschen Bahn wegen des Verkaufs der Bahntrasse. Zu klären war unter anderem noch, ob und wie die Züge zukünftig im teilweise schon zurückgebauten Bahnhof Hungen halten sollen. Die Kommunen streben einen baldigen Betrieb an. Es werden ab 2016, nach dem 4-gleisigen Ausbau der Main-Weser-Bahn von Frankfurt nach Friedberg, Direktverbindungen von Hungen nach Frankfurt am Main gewünscht.